# Chilothorax distinctus distinctus
Chilothorax distinctus distinctus é uma subespécie de insetos coleópteros polífagos pertencente à família Aphodiidae.
A autoridade científica da subespécie é O. F. Muller, tendo sido descrita no ano de 1776.
Trata-se de uma subespécie presente no território português.